# Дембо (Чад)
Дембо (фр. Dembo) — деревня и супрефектура в Чаде, расположенная на территории региона Мандуль. Входит в состав департамента Барх-Сара.

## Географическое положение
Деревня находится в южной части Чада, к западу от реки Гуму, к востоку от реки Уам (Бахр-Сара), на высоте 376 метров над уровнем моря.
Населённый пункт расположен на расстоянии приблизительно 528 километров к юго-востоку от столицы страны Нджамены.

## Население
По данным официальной переписи 2009 года численность населения Дембо составляла 42 835 человек (21 121 мужчина и 21 714 женщин). Население супрефектуры по возрастному диапазону распределилось следующим образом: 52,7 % — жители младше 15 лет, 44,5 % — между 15 и 59 годами и 2,8 % — в возрасте 60 лет и старше.

## Транспорт
Ближайший аэропорт расположен в городе Моисала.